# Киселёв, Михаил Сергеевич
Михаил Сергеевич Киселёв (род. 18 июня 1986 года, Новосёлово, Колпашевский район, Томская область, РСФСР, СССР) — российский политический деятель, депутат Государственной Думы VIII созыва от партии «Единая Россия». Председатель наблюдательного совета организации «Российские студенческие отряды».

## Биография
Михаил Киселёв родился 18 июня 1986 года в селе Новосёлово Колпашевского района Томской области. В 2009 году он окончил Томский политехнический университет по специальности «инженер-теплоэнергетик». Во время учёбы начал деятельность в Российских студенческих отрядах: в 2006 году стал членом Томского регионального штаба, в 2008 — заместителем руководителя Центрального штаба, в 2011 — руководителем Центрального штаба, в 2022 — председателем правления, с 2025 занимает должность председателя наблюдательного совета.
В 2017—2021 годах Киселёв заседал в Общественной палате Российской Федерации. В 2018 году он был доверенным лицом кандидата в президенты России Владимира Путина. В 2021 году был избран депутатом Государственной думы VIII созыва по спискам партии «Единая Россия» в региональной группе № 6 (Кемеровская область, Томская область). Стал заместителем председателя комитета Государственной Думы по молодёжной политике. В декабре 2021 года был включён в Высший совет «Единой России».
С 2022 года находится под санкциями всех стран Европейского союза, Великобритании, Швейцарии, США, Канады, Австралии, Новой Зеландии, Японии, Украины.
Киселёв женат, в 2014 году у него родился сын Иван.

## Травма
В 2016 году произошла трагедия — Михаил Киселев получил тяжелую травму позвоночника. Оказался поврежден спинной мозг — руки и ноги перестали двигаться и чувствовать. "Мы готовились к важному мероприятию 1 февраля 2016 года, а потом я пошел попрыгать на батуте с друзьями. Раньше увлекался акробатикой и был достаточно спортивным. Но я высоко прыгнул, быстро перекрутился, и все — понял, что сломал себе шею. Сразу вспомнил курсы первой помощи, все время командовал процессом, как и что со мной делать", — вспоминает он. Передвигается на инвалидной коляске. Продвигает законы по созданию доступной среды маломобильным людям.